# Tancskereke
Tancskereke, Tancskereki egykori település volt Bihar vármegye északnyugati részén.

## Fekvése
Az Árpád-kori Bihar vármegye északnyugati részén, a Berettyótól délre fekvő település volt. Zsáka és Bakonszeg között állhatott a Berettyó valamelyik átkelőhelyénél.

## Története
A település nevét 1283-ban említették először az oklevelekben Tanchkereky, majd 1291-1294 között említették ismét mint Tarchkereke [ƒ: Tanch-] puszta alakban. 1322-1338 között Tanchkereky néven került említésre, már ekkor is mint puszta volt említve, majd 1284-1304 között ismét Tarchkereke [ƒ: Tanch-], pusztaként, 1434-ben Thanchkereke, 1480-ban Danchkereke alakban szerepelt a régi iratokban.
A falu megalapítója a 13. század első felében élt Zovárd nemzetségbeli Tancs  volt. (1283: Wenzel,  IX. 363. l.)  A 13. század  végén  már mint egyházashely volt. (1291: Jakubovich, 301. l.) Fejlődését vámjának köszönhette és neve is ezzel kapcsolatos. 
A falu az 1274-ben még Komárom megye birtokosai közt szereplő, de a 13. század végétől már Bihar megyében is birtokos Zoárd nemzetség Becs nevű tagja unokájának birtokai közt szerepelt egy birtokmegosztással kapcsolatban, aki a fennmaradt okmányok szerint 1283-ban osztozott meg  rokonaival Aka, Baj és Tancskereke nevű birtokokon. 
A falu későbbi birtokosai is a Zoárd nemzetségből származó Besenyei és Izsákai családok voltak. 
Valamikor a török idők körül, vagy még előtte néptelenedhetett el.